# Mark Jones (Historiker)
Mark Jones (* 30. April 1981) ist ein irischer Historiker.

## Leben
Jones studierte an der University of Cambridge, am Trinity College (Dublin) und am Europäischen Hochschulinstitut in Florenz, wo er in Geschichte promovierte. Er ist Research Fellow an der Freien Universität Berlin und am University College Dublin.
Schwerpunkt seiner Forschung ist der Zusammenhang zwischen Gewalt und politischer Kultur in Deutschland im 20. Jahrhundert.

## Veröffentlichungen
- From „Skagerrak“ to the Organization Consul. War Culture and the Imperial German Navy 1914–1922. In: Laura Rowe, Alisa Miller, James Kitchen (Hrsg.): Other Combatants, Other Fronts: Competing Histories of the First World War. Newcastle 2011.
- The crowd in the German November Revolution 1918. In: Klaus Weinhauer et al. (Hrsg.): Germany 1916–1923. A revolution in context. Bielefeld 2015, S. 37–57.
- Am Anfang war Gewalt. Die deutsche Revolution 1918/19 und der Beginn der Weimarer Republik. Propyläen Verlag, Berlin 2017, ISBN 978-3-549-07487-9 (englisch: Founding Weimar. Violence and the German Revolution of 1918-19. Übersetzt von Karl Heinz Siber). Sonderausgabe Bundeszentrale für politische Bildung, Bonn 2017.(Leseprobe)
- Der Flottenbefehl vom 24. Oktober 1918. Untergang oder Startschuss für den Endkampf. In: Sonja Kinzler, Doris Tillmann (Hrsg.): Die Stunde der Matrosen. Kiel und die deutsche Revolution 1918. Darmstadt 2018, S. 92.
- 1923. Ein deutsches Trauma. Propyläen Verlag, Hamburg 2022, ISBN 978-3-549-10030-1.[1][2]